# Despacho de buques
En España, el despacho de buques es la comprobación, por parte de la Administración marítima, de que los buques y embarcaciones civiles cumplen con todos los requisitos exigidos por las normas legales para poder efectuar las navegaciones y tráficos que pretenden realizar.
El Despacho de buques será obligatorio para los capitanes, propietarios o explotadores, empresas navieras y consignatarios de los buques españoles y de los extranjeros que arriben a puerto español, o que se detengan, fondeen o interrumpan su navegación en aguas interiores marítimas o en el mar territorial.
No será obligatorio:
1. A los buques afectos a la defensa nacional, tanto españoles como extranjeros.
2. A las embarcaciones de la Lista 7ª que naveguen a vela y estén registrados en la Federación Deportiva correspondiente.
3. Las embarcaciones menores de seis metros de eslora.

En puerto español la autoridad marítima, a efectos del Despacho, será la Capitanía Marítima, y el Cónsul de España en los puertos extranjeros para los buques españoles.
- Datos: Q6422336